# Liste der Kulturdenkmale in Bad Dürrenberg
In der Liste der Kulturdenkmale in Bad Dürrenberg sind alle Kulturdenkmale der Gemeinde Bad Dürrenberg und ihrer Ortsteile aufgelistet. Grundlage ist das Denkmalverzeichnis des Landes Sachsen-Anhalt, das auf Basis des Denkmalschutzgesetzes des Landes Sachsen-Anhalt vom 21. Oktober 1991 durch das Landesamt für Denkmalpflege und Archäologie Sachsen-Anhalt erstellt und seither laufend ergänzt wurde (Stand: 31. Dezember 2023).
Diese Liste ist eine Teilliste der Liste der Kulturdenkmale im Saalekreis.

## Kulturdenkmale nach Ortsteilen

### Bad Dürrenberg
| Lage | Bezeichnung                   | Beschreibung | Erfassungs- nummer | Ausweisungsart | Bild |
| --- | ----------------------------- | --- | ------------------ | -------------- | --- |
| Amselweg 1 bis 20 Elfenweg 1 bis 8 Finkenweg 1 bis 18 Fliederweg 1 bis 18 Goetheweg 1 bis 15 Kleistweg 1 bis 18 Lönsweg 1 bis 18 Mozartstraße Puschkinstraße 2 bis 10, 12, 13, 15, 17, 19, 21, 23 Rosenweg 1 bis 14 Schillerweg 1 bis 11 Sterlingsweg 1, 3, 5, 5a, 5b, 7, 9, 11, 13, 15, 17, 19, 21, 23 Thomas-Müntzer-Straße 2a bis 2d, 3a bis 3f, 4a bis 4d, 5a bis 5e, 6a bis 6e, 7a bis 7e, 8a bis 8e, 9a bis 9h, 10a bis 10e Zwergweg 1 bis 4 (Karte) | Siedlung                      | Gartenstadt Dürrenberg | 094 20577          | Denkmalbereich | Siedlung |
| Apothekerberg, Bischofsweg, Borlachplatz, Fährstraße, Hauptstraße, Kalteneiser Straße, Promenade, Salinestraße Witzlebenweg (Karte) | Saline                        | Zum Denkmalbereich Saline gehören neben dem Gradierwerk die Fördertürme mit Schachtanlagen, Siedehäuser (die ältesten von 1765/68), die ehemalige Pfannenschmiede (später erstes Badehaus), seit 1836 die Schienenbahn mit Tunnel, das Salzamt (vormals Gutshaus), die Wohnhäuser der Salinisten und ein Ausspannhof sowie neuere Bauten und Anlagen wie das Turbinenhaus und der Kurpark | 094 20753          | Denkmalbereich | Saline |
| Brücke über die Saale (Karte) | Brücke                        | Landschaftsprägender Viadukt über die Saale bestehend aus 16 Sandsteinarkaden, von der Thüringer Eisenbahngesellschaft bei der Einrichtung der Zweigstrecke Weißenfels-Leipzig 1858 erbaut | 094 20581          | Baudenkmal     | Weitere Bilder |
| Am Bahnhof 2 (Karte) | Bahnhof                       | | 094 20575          |                | Weitere Bilder |
| Am Wasserturm 19 (Karte) | Wasserturm                    | Alter Wasserturm, Turm mit quadratischem Grundriss und umlaufender Galerie am obersten Geschoss an mittelalterliche Wehrbauten erinnernd, Anfang des 20. Jh. errichtet | 094 20558          | Baudenkmal     | Weitere Bilder |
| Apothekerberg (Karte) | Tunnel                        | Tunnel | 094 77115          | Baudenkmal     | Weitere Bilder |
| Apothekerberg 6 (Karte) | Wohnhaus                      | Spätklassizistisches Bürgerhaus aus der 2. Hälfte des 19. Jh. mit anspruchsvoll gestalteter Straßenfassade | 094 20567          | Baudenkmal     | Wohnhaus |
| Apothekerberg 12 (Karte) | Postamt                       | Alte Post | 094 20554          | Baudenkmal     | Postamt |
| Apothekerberg 20, Bischofsweg 3 An der Nordseite des Kurparks, das westliche Gebäude = Bischofsweg 3, das östliche Gebäude = Apothekerberg 20 (Karte) | Wirtschaftsgebäude            | | 094 20550          | Baudenkmal     | Weitere Bilder |
| August-Bebel-Straße 12 (Karte) | Schule                        | Siedlungsschule, Dietrich-Eckart-Schule (bis 1945), Goetheschule, POS Karl Liebknecht, Novalis-Gymnasium (-2007), Borlach-Sekundarschule (ab 2012) | 094 20573          | Baudenkmal     | Schule |
| Bischofsweg 6 (Karte) | Bauernhof                     | Bauernhof | 094 20555          | Baudenkmal     | Bauernhof |
| Borlachplatz (Karte) | Borlach-Turm                  | Förderanlage | 094 20546          | Baudenkmal     | Weitere Bilder |
| Borlachplatz (Karte) | Förderanlage                  | Witzleben-Schacht | 094 20547          | Baudenkmal     | Weitere Bilder |
| Borlachplatz (Karte) | Kriegerdenkmal Bad Dürrenberg | Denkmal für die gefallenen Soldaten beider Weltkriege | 094 66071          | Baudenkmal     | Weitere Bilder |
| Borlachplatz, Saaleweg 1 Saalehang (Karte) | Herrenhaus                    | Altes Salzamt, „Cassenhaus“ des Salzamtes der ehemaligen kursächsischen und später königlich-preußischen Saline Dürrenberg von 1754, im Kern 15. Jahrhundert | 094 20545          | Baudenkmal     | Weitere Bilder |
| Friedhofsgasse (Karte) | Friedhof                      | Alter Friedhof | 094 20591          | Baudenkmal     | Weitere Bilder |
| Fährstraße 6 (Karte) | Badehaus                      | | 094 20551          | Baudenkmal     | Badehaus |
| Fährstraße 21, 23 (Karte) | Ausspanne                     | Saline | 094 20548          | Baudenkmal     | Ausspanne |
| Hauptstraße 37 (Karte) | Postamt                       | | 094 20571          | Baudenkmal     | Postamt |
| Hauptstraße, Promenade (Karte) | Gradierwerk Bad Dürrenberg    | Gradierwerk | 094 20549          |                | Weitere Bilder |
| Kalteneiser Straße Brücke über den Persebach (Karte) | Brücke                        | | 094 20562          | Baudenkmal     | Brücke |
| Kalteneiser Straße an der Kalteneiser Straße nahe dem Persebach (Karte) | Bauernstein                   | Bauernstein | 094 20561          | Kleindenkmal   | Bauernstein |
| Kalteneiser Straße 2 (Karte) | Villa                         | Villa | 094 20564          | Baudenkmal     | Villa |
| Kalteneiser Straße 18, 18a (Karte) | Bauernhof                     | Bauernhof | 094 20560          | Baudenkmal     | Bauernhof |
| Kalteneiser Straße 20 (Karte) | Bauernhof                     | Bauernhof | 094 20563          | Baudenkmal     | Bauernhof |
| Keuschberger Straße 5 (Karte) | Gasthof Sonne                 | Gasthof | 094 20570          | Baudenkmal     | BW |
| Kirchberg 3 bis 5 Kirchplatz 1, 2 Weißenfelser Straße 2 (Karte) | Platz                         | Platz | 094 20589          | Denkmalbereich | [[Vorlage:Bilderwunsch/code!/C:51.290845,12.06655!/D:Kirchberg 3 bis 5 Kirchplatz 1, 2 Weißenfelser Straße 2,!/\|BW]] |
| Kirchplatz (Karte) | Kirche                        | St. Laurentius | 094 20590          |                | Weitere Bilder |
| Kirchplatz 2 (Karte) | Schule                        | | 094 20593          | Baudenkmal     | Schule |
| Kirchplatz 4 (Karte) | Salzschreiberhaus             | | 094 20594          | Baudenkmal     | Salzschreiberhaus |
| Markt 1 bis 17 (Karte) | Marktplatz                    | | 094 20576          | Denkmalbereich | BW |
| Melanchthonstraße 1 (Karte) | Villa                         | | 094 20572          | Baudenkmal     | Villa |
| Melanchthonstraße 2 (Karte) | Salzsiederhaus                | | 094 20592          | Denkmalbereich | Salzsiederhaus |
| Platz der Freiheit 1 (Karte) | Kirche                        | Katholische St.-Bonifatius-Kirche, 1931 nach Plänen des Architekten Rudolf Straubinger erbaut. Altarbild von Odo Tattenpach, Glasbetonfenster von Rudolf Brückner-Fuhlrott. | 094 20569          |                | Weitere Bilder |
| Promenade Zwischen Gradierwerk und Saaleufer (Karte) | Kurpark                       | | 094 20559          |                | Weitere Bilder |
| Promenade 4 (Karte) | Kurhaus                       | | 094 20556          | Baudenkmal     | Weitere Bilder |
| Saaleweg Südlich des Salzamtes im Gesträuch (Karte) | Bauernstein                   | | 094 20566          | Kleindenkmal   | [[Vorlage:Bilderwunsch/code!/C:51.295646,12.060396!/D:Saaleweg Südlich des Salzamtes im Gesträuch,!/\|BW]]            |
| Schladebacher Straße 5 (Karte) | Schule                        | Friedrich-Engels-Schule | 094 20574          | Baudenkmal     | BW |
| Sterlingsweg (Karte) | Wasserturm                    | Neuer Wasserturm | 094 20557          | Baudenkmal     | Wasserturm |
| Thomas-Müntzer-Straße 2a bis 2d, 3a bis 3f, 4a bis 4d (Karte) | Wohnhaus                      | | 094 20578          | Baudenkmal     | BW |
| Thomas-Müntzer-Straße 5a bis 5e, 6a bis 6e, 7a bis 7e (Karte) | Wohnhaus                      | | 094 20579          | Baudenkmal     | BW |
| Thomas-Müntzer-Straße 8a bis 8e, 9a bis 9h, 10a bis 10e (Karte) | Wohnhaus                      | | 094 20580          | Baudenkmal     | BW |
| Witzlebenweg Nordwestliche Zeile der Siedehäuser (Karte) | Siedehaus                     | Siedehaus Ebers | 094 20553          | Baudenkmal     | [[Vorlage:Bilderwunsch/code!/C:51.297029,12.061452!/D:Witzlebenweg Nordwestliche Zeile der Siedehäuser,!/\|BW]]       |
| Witzlebenweg 11 (Karte) | Siedehaus                     | | 094 20552          | Baudenkmal     | Siedehaus |

### Balditz
| Lage                                                     | Bezeichnung | Beschreibung   | Erfassungs- nummer | Ausweisungsart | Bild |
| -------------------------------------------------------- | ----------- | -------------- | ------------------ | -------------- | --- |
| Leipziger Straße Nördlich der Fernverkehrsstraße (Karte) | Friedhof    | Neuer Friedhof | 094 20583          | Baudenkmal     | [[Vorlage:Bilderwunsch/code!/C:51.291258,12.081647!/D:Leipziger Straße Nördlich der Fernverkehrsstraße,!/\|BW]] |

### Goddula
| Lage                                          | Bezeichnung | Beschreibung | Erfassungs- nummer | Ausweisungsart | Bild                                                                                                 |
| --------------------------------------------- | ----------- | ------------ | ------------------ | -------------- | --- |
| Am Schmiedeberg Nahe dem Gutshaus (Karte)     | Torhaus     |              | 094 20587          | Baudenkmal     | Torhaus                                                                                              |
| Am Schmiedeberg 10 Nahe dem Rittergut (Karte) | Einfriedung | Torhaus      | 094 20586          | Baudenkmal     | [[Vorlage:Bilderwunsch/code!/C:51.275917,12.066389!/D:Am Schmiedeberg 10 Nahe dem Rittergut,!/\|BW]] |
| Oebleser Straße 10 (Karte)                    | Gutshof     | Lindenhof    | 094 20585          | Baudenkmal     | Gutshof                                                                                              |
| Oebleser Straße 39 Vorgarten (Karte)          | Stollen     | Rittergang   | 094 20588          | Baudenkmal     | [[Vorlage:Bilderwunsch/code!/C:51.275454,12.067945!/D:Oebleser Straße 39 Vorgarten,!/\|BW]]          |

### Kauern
| Lage | Bezeichnung | Beschreibung   | Erfassungs- nummer | Ausweisungsart | Bild |
| --- | ----------- | -------------- | ------------------ | -------------- | --- |
| Feldschlößchen 1 An der Fernverkehrsstraße zwischen Nempitz und Bad Dürrenberg am Abzweig nach Lützen (Karte) | Gasthof     | Feldschlößchen | 094 20901          | Baudenkmal     | [[Vorlage:Bilderwunsch/code!/C:51.287366,12.122961!/D:Feldschlößchen 1 An der Fernverkehrsstraße zwischen Nempitz und Bad Dürrenberg am Abzweig nach Lützen,!/\|BW]] |

### Kirchfährendorf
| Lage | Bezeichnung    | Beschreibung                | Erfassungs- nummer | Ausweisungsart | Bild |
| --- | -------------- | --------------------------- | ------------------ | -------------- | --- |
| ehemaliges Dorf Fährendorf (Karte)                                                                                   | Schleuse       | Die Schleuse Bad Dürrenberg | 094 66052          | Baudenkmal     | Schleuse |
| Kirchdorfer Ring Ehemals Kirchdorf (Karte)                                                                           | Sühnekreuz     |                             | 094 20739          | Baudenkmal     | Sühnekreuz |
| Kirchfährendorfer Straße Ehemals Kirchdorf (Karte)                                                                   | Kirche         |                             | 094 20595          |                | Weitere Bilder |
| Kirchfährendorfer Straße Zwischen den Ortsteilen Fährendorf und Kirchdorf, nahe der Kirchfährendorfer Straße (Karte) | Kriegerdenkmal | Kriegerdenkmal 1914–1918    | 094 20584          | Baudenkmal     | [[Vorlage:Bilderwunsch/code!/C:51.292281,12.057267!/D:Kirchfährendorfer Straße Zwischen den Ortsteilen Fährendorf und Kirchdorf, nahe der Kirchfährendorfer Straße,!/\|BW]] |
| Kirchfährendorfer Straße 13 Ehemals Kirchdorf (Karte)                                                                | Armenhaus      |                             | 094 20596          | Baudenkmal     | [[Vorlage:Bilderwunsch/code!/C:51.289739,12.05257!/D:Kirchfährendorfer Straße 13 Ehemals Kirchdorf,!/\|BW]]                                                                 |

### Lennewitz
| Lage                                  | Bezeichnung | Beschreibung | Erfassungs- nummer | Ausweisungsart | Bild |
| ------------------------------------- | ----------- | ------------ | ------------------ | -------------- | ---- |
| Bauernwinkel 5, 7, 14, 16, 18 (Karte) | Ortskern    |              | 094 20597          | Denkmalbereich | BW   |

### Nempitz
| Lage                                           | Bezeichnung            | Beschreibung                                | Erfassungs- nummer | Ausweisungsart | Bild                                                                                                  |
| ---------------------------------------------- | ---------------------- | ------------------------------------------- | ------------------ | -------------- | --- |
| An der Eiche 3, bis 10, 10a (Karte)            | Anger                  |                                             | 094 20819          | Denkmalbereich | BW |
| An der Eiche 10 (Karte)                        | Gutshof                |                                             | 094 20820          | Baudenkmal     | BW |
| Maschwitzer Weg Am westlichen Ortsrand (Karte) | Toranlage              |                                             | 094 20821          | Baudenkmal     | [[Vorlage:Bilderwunsch/code!/C:51.291204,12.144753!/D:Maschwitzer Weg Am westlichen Ortsrand,!/\|BW]] |
| Platz des Friedens (Karte)                     | Denkmal                |                                             |                    | Kleindenkmal   | Denkmal                                                                                               |
| Salzstraße 8 Ehemals OT Oetzsch (Karte)        | Bauernhaus             |                                             | 094 20822          | Baudenkmal     | [[Vorlage:Bilderwunsch/code!/C:51.288654,12.147596!/D:Salzstraße 8 Ehemals OT Oetzsch,!/\|BW]]        |
| Schulstraße Ehemals OT Oetzsch (Karte)         | Kirche                 |                                             | 094 20824          |                | Weitere Bilder                                                                                        |
| Trebener Straße (Karte)                        | Kriegerdenkmal Nempitz | Kriegerdenkmal 2020 als Denkmal eingetragen | 094 77149          | Kleindenkmal   | BW |
| Trebener Straße 4 Ehemals OT Treben (Karte)    | Bauernhof              |                                             | 094 20825          | Baudenkmal     | [[Vorlage:Bilderwunsch/code!/C:51.290948,12.153666!/D:Trebener Straße 4 Ehemals OT Treben,!/\|BW]]    |

### Oebles
| Lage             | Bezeichnung | Beschreibung | Erfassungs- nummer | Ausweisungsart | Bild |
| ---------------- | ----------- | ------------ | ------------------ | -------------- | ---- |
| Teichweg (Karte) | Platz       |              | 094 20375          | Denkmalbereich | BW   |

### Oebles-Schlechtewitz
| Lage                                      | Bezeichnung | Beschreibung | Erfassungs- nummer | Ausweisungsart | Bild |
| ----------------------------------------- | ----------- | ------------ | ------------------ | -------------- | ---- |
| Auf der Hauptachse des Friedhofes (Karte) | Gedenkstein |              | 094 20376          | Baudenkmal     | BW   |

### Ostrau
| Lage                    | Bezeichnung | Beschreibung | Erfassungs- nummer | Ausweisungsart | Bild        |
| ----------------------- | ----------- | ------------ | ------------------ | -------------- | ----------- |
| Trift (Karte)           | Bauernstein |              | 094 20598          | Kleindenkmal   | Bauernstein |
| Waldläuferweg 1 (Karte) | Bauernhof   |              | 094 20599          | Baudenkmal     | BW          |

### Porbitz
| Lage                                                           | Bezeichnung | Beschreibung | Erfassungs- nummer | Ausweisungsart | Bild |
| -------------------------------------------------------------- | ----------- | ------------ | ------------------ | -------------- | --- |
| Porbitzer Straße 4 (Karte)                                     | Wohnhaus    |              | 094 20600          | Baudenkmal     | BW |
| Ritterstraße Teichstraße Ritterstraße/Ecke Teichstraße (Karte) | Bauernstein |              | 094 20601          | Kleindenkmal   | [[Vorlage:Bilderwunsch/code!/C:51.29871,12.067825!/D:Ritterstraße Teichstraße Ritterstraße/Ecke Teichstraße,!/\|BW]] |

### Teuditz
| Lage                                           | Bezeichnung  | Beschreibung | Erfassungs- nummer | Ausweisungsart | Bild                                                                                                  |
| ---------------------------------------------- | ------------ | ------------ | ------------------ | -------------- | --- |
| Am Park Hinter dem ehemaligen Gutshaus (Karte) | Wall         |              | 094 77094          | Baudenkmal     | [[Vorlage:Bilderwunsch/code!/C:51.282979,12.097015!/D:Am Park Hinter dem ehemaligen Gutshaus,!/\|BW]] |
| Kirchplatz (Karte)                             | Kirche       |              | 094 20867          |                | Weitere Bilder                                                                                        |
| Kirchplatz 4, 6 (Karte)                        | Häusergruppe |              | 094 20866          | Denkmalbereich | BW |
| Kirchplatz 4 (Karte)                           | Pfarrhof     |              | 094 20868          | Baudenkmal     | BW |
| Teuditzer Straße 1 (Karte)                     | Portal       |              | 094 77093          | Kleindenkmal   | BW |

### Tollwitz
| Lage                                                                                             | Bezeichnung | Beschreibung | Erfassungs- nummer | Ausweisungsart | Bild |
| ------------------------------------------------------------------------------------------------ | ----------- | ------------ | ------------------ | -------------- | ---- |
| Zwischen den Ortsteilen Zöllschen und Teuditz sich durch die Fluren erstreckender Graben (Karte) | Graben      | Kunstgraben  | 094 20919          | Baudenkmal     | BW   |
| Dorfstraße 2 (Karte)                                                                             | Toranlage   |              | 094 20864          | Baudenkmal     | BW   |

### Vesta
| Lage                                                   | Bezeichnung | Beschreibung | Erfassungs- nummer | Ausweisungsart | Bild           |
| ------------------------------------------------------ | ----------- | ------------ | ------------------ | -------------- | -------------- |
| Auf dem westlich des Dorfes gelegenen Friedhof (Karte) | Grabmal     |              | 094 20605          | Baudenkmal     | Grabmal        |
| Am westlich des Dorfes gelegenen Friedhof (Karte)      | Toranlage   |              | 094 20604          | Baudenkmal     | BW             |
| Vestaer Straße (Karte)                                 | Kirche      |              | 094 20602          |                | Weitere Bilder |
| Vestaer Straße 15 (Karte)                              | Pfarrhof    |              | 094 20603          | Baudenkmal     | BW             |

### Zöllschen
| Lage                                                              | Bezeichnung | Beschreibung | Erfassungs- nummer | Ausweisungsart | Bild           |
| ----------------------------------------------------------------- | ----------- | ------------ | ------------------ | -------------- | -------------- |
| Ca. 500 m nördlich der Ortslage direkt neben der Autobahn (Karte) | Mühlenhof   |              | 094 20918          | Baudenkmal     | BW             |
| Dorfstraße (Karte)                                                | Herrenhaus  |              | 094 20871          | Baudenkmal     | BW             |
| Dorfstraße (Karte)                                                | Kirche      |              | 094 20870          |                | Weitere Bilder |
| Dorfstraße 26 (Karte)                                             | Bauernhof   |              | 094 20872          | Baudenkmal     | BW             |

## Ehemalige Kulturdenkmale nach Ortsteilen
Die nachfolgenden Objekte waren ursprünglich ebenfalls denkmalgeschützt oder wurden in der Literatur als Kulturdenkmale geführt. Die Denkmale bestehen heute jedoch nicht mehr, ihre Unterschutzstellung wurde aufgehoben oder sie werden nicht mehr als Denkmale betrachtet.

### Bad Dürrenberg
| Lage                                        | Bezeichnung           | Beschreibung                                                        | Erfassungs- nummer | Ausweisungsart | Bild |
| ------------------------------------------- | --------------------- | ------------------------------------------------------------------- | ------------------ | -------------- | ---- |
| An der Brücke Brücke über die Saale (Karte) | Ernst-Thälmann-Brücke | Brücke                                                              | 094 20582          |                | BW   |
| Breite Straße 18 (Karte)                    | Wohnhaus              | Wohnhaus, nach Abbruch 2019 aus dem Denkmalverzeichnis ausgetragen. | 094 20568          | Baudenkmal     | BW   |
| Weißenfelser Straße 11 (Karte)              | Mühlenhof             |                                                                     | 094 20565          |                | BW   |

### Kauern
| Lage          | Bezeichnung | Beschreibung | Erfassungs- nummer | Ausweisungsart | Bild |
| ------------- | ----------- | ------------ | ------------------ | -------------- | ---- |
| Dorfstraße 13 | Bauernhof   |              | 094 20865          |                |      |

### Nempitz
| Lage                                        | Bezeichnung | Beschreibung | Erfassungs- nummer | Ausweisungsart | Bild |
| ------------------------------------------- | ----------- | ------------ | ------------------ | -------------- | ---- |
| Trebener Straße 5 ehemals OT Treben (Karte) | Bauernhaus  |              | 094 20826          |                | BW   |

### Teuditz
| Lage                       | Bezeichnung | Beschreibung | Erfassungs- nummer | Ausweisungsart | Bild |
| -------------------------- | ----------- | ------------ | ------------------ | -------------- | ---- |
| Teuditzer Straße 1 (Karte) | Gutshof     | Rittergut    | 094 20869          |                | BW   |

### Tollwitz
| Lage                              | Bezeichnung | Beschreibung        | Erfassungs- nummer | Ausweisungsart | Bild |
| --------------------------------- | ----------- | ------------------- | ------------------ | -------------- | ---- |
| Bad Dürrenberger Straße 4 (Karte) | Bauernhaus  | nicht mehr existent | 094 20863          |                | BW   |

## Legende
In den Spalten befinden sich folgende Informationen:
- Lage: Nennt den Straßennamen und wenn vorhanden die Hausnummer des Kulturdenkmals. Die Grundsortierung der Liste erfolgt nach dieser Adresse. Der Link „Karte“ führt zu verschiedenen Kartendarstellungen und nennt die geographischen Koordinaten.
Link zu einem Kartenansichtstool, um Koordinaten zu setzen. In der Kartenansicht sind Baudenkmale ohne Koordinaten mit einem roten bzw. orangen Marker dargestellt und können in der Karte gesetzt werden. Baudenkmale ohne Bild sind mit einem blauen bzw. roten Marker gekennzeichnet, Baudenkmale mit Bild mit einem grünen bzw. orangen Marker.
- Offizielle Bezeichnung: Nennt den Namen, die Bezeichnung oder zumindest die Art des Kulturdenkmals und verlinkt, soweit vorhanden, auf den Artikel zum Objekt.
- Beschreibung: Nennt bauliche und geschichtliche Einzelheiten des Kulturdenkmals, vorzugsweise die Denkmaleigenschaften.
- Erfassungsnummer: Für jedes Kulturdenkmal wird in Sachsen-Anhalt eine 20stellige Erfassungsnummer vergeben. Die letzten zwölf Ziffern werden für die Untergliederung nach Teilobjekten genutzt und werden nur angegeben, soweit vergeben. In dieser Spalte kann sich folgendes Icon  befinden, dies führt zu Angaben zu diesem Baudenkmal bei Wikidata.
- Ausweisungsart: Die Einordnung des Denkmales nach § 2 Abs. 2 DenkmSchG LSA
- Bild: Ein Bild des Denkmales, und gegebenenfalls einen Link zu weiteren Fotos des Kulturdenkmals im Medienarchiv Wikimedia Commons. Wenn man auf das Kamerasymbol klickt, können Fotos zu Kulturdenkmalen aus dieser Liste hochgeladen werden: